# Kabupaten Kepulauan Aru
Kabupaten Kepulauan Aru är ett kabupaten i Indonesien.   Det ligger i provinsen Moluckerna, i den östra delen av landet, 3 100 km öster om huvudstaden Jakarta. Antalet invånare är 84 138. Kabupaten Kepulauan Aru ligger på ön Pulau Kobroor.